# 東艾斯利普 (紐約州)
東艾斯利普（英語：East Islip）是位於美國紐約州薩福克縣的普查規定居民點。

## 人口
根據2020年美國人口普查的數據，東艾斯利普的面積為11.45平方千米，當中陸地面積為10.23平方千米，而水域面積為1.22平方千米。當地共有人口13931人，而人口密度為每平方千米1,216.68人。